# Tyskerunge
Tyskerunge (også kaldt Horebørn og Krigsbørn) er en nedsættende betegnelse for de børn som under besættelsestiden blev født med en dansk mor og tysk far (se evt. Tyskertøs.) 
Nazismen blev betragtet som en sindstilstand, som børnene højst sandsynligt ville arve fra deres tyske far. Derfor mente mange i samfundet at disse børn burde blive sendt til Tyskland så de kunne "rådne op i ormehullet". Man frygtede nemlig at børnene ville vokse op til at blive nynazister.
Der var omkring 5500 officielt registrerede børn, men uofficielt er der er nogen der mener at der var omkring 12.000 børn, dog har man ikke kilder på dette, da mange af disse børn blev bortadopteret til danske familier. 
Alle de registrerede børns faderskabssager blev behandlet i perioden mellem 1940-1950. Disse dokumenter har været lukket i landsarkiverne, og ingen, heller ikke de pågældende børn måtte åbne dem. Det var ulovligt for børnene at opsøge deres familier.
 Der er for få eller ingen kildehenvisninger i denne artikel, hvilket er et problem. Du kan hjælpe ved at angive troværdige kilder til de påstande, som fremføres i artiklen.